# Winston-Salem Cycling Classic Women 2018
La 5.ª edición de la Winston-Salem Cycling Classic Women se celebró el 28 de mayo de 2018 sobre un recorrido de 109,4 km con inicio y fin en la ciudad de Winston-Salem en el estado de Carolina del Norte en Estados Unidos.
La carrera hizo parte del Calendario UCI Femenino 2018 como competencia de categoría 1.1 y fue ganada por la ciclista estadounidense Lily Williams del equipo Hagens Berman-Supermint. El podio lo completaron la ciclista cubana Arlenis Sierra del equipo Astana y la ciclista colombiana Diana Peñuela del equipo Unitedhealthcare.

## Equipos
Tomaron parte en la carrera 21 equipos, de los cuales 6 fueron equipos femeninos de categoría profesional y 16 de categoría amateur. Los equipos participantes fueron:
| Equipos femeninos (6)- Astana Women's - Conceria Zabri-Fanini - Hagens Berman-Supermint - Rally - Tibco-Silicon Valley Bank - Unitedhealthcare Pro Cycling Team Equipos femeninos de ciclismo amateur (15)- Colavita-Bianchi - Conade Visit Mexico - Desjardins Ford - Fearless Femme Racing - Feed Hungry Kids Project - Gray Goat Mobile - IS Corp-Progress Software - LA Sweat - Levine Law Group - Meteor-Intelligentsia - Ortho Carolina - Papa John’s - RoxSolt Attaquer - Team Colombia - Wolfpack |
| |

## Clasificaciones finales
Las clasificaciones finalizaron de la siguiente forma:

### Clasificación general
| \| Clasificación general \| Clasificación general \| Clasificación general \| Clasificación general \| Clasificación general \| \| Ciclista \| Ciclista \| Equipo \| Tiempo \| \| \| --------------------- \| --------------------- \| ----------------------------- \| --------------------- \| --------------------- \| \| 1.ª \| Lily Williams \| Hagens Berman-Supermint \| 2 h 45 min 35 s \| \| \| 2.ª \| Arlenis Sierra \| Astana Women's Team \| + 0 s \| \| \| 3.ª \| Diana Peñuela \| UnitedHealthcare Women's Team \| + 0 s \| \| \| 4.ª \| Kirsti Lay \| Rally Cycling \| + 0 s \| \| \| 5.ª \| Alison Jackson \| Tibco-Silicon Valley Bank \| + 1 s \| \| \| 6.ª \| Flávia Oliveira \| Health Mate-Cyclelive Team \| + 1 s \| \| \| 7.ª \| Sofia Bertizzolo \| Astana Women's Team \| + 4 s \| \| \| 8.ª \| Emma Grant \| Tibco-Silicon Valley Bank \| + 4 s \| \| \| 9.ª \| Jasmin Duehring \| Sho-Air Twenty20 \| + 5 s \| \| \| 10.ª \| Jennifer Valente \| Sho-Air Twenty20 \| + 14 s \| \| |                  |                               |                 |
| |                  |                               |                 |
| Fuente: ProCyclingStats |                  |                               |                 |
| Clasificación general |                  |                               |                 |
| Ciclista | Ciclista         | Equipo                        | Tiempo          |
| 1.ª | Lily Williams    | Hagens Berman-Supermint       | 2 h 45 min 35 s |
| 2.ª | Arlenis Sierra   | Astana Women's Team           | + 0 s           |
| 3.ª | Diana Peñuela    | UnitedHealthcare Women's Team | + 0 s           |
| 4.ª | Kirsti Lay       | Rally Cycling                 | + 0 s           |
| 5.ª | Alison Jackson   | Tibco-Silicon Valley Bank     | + 1 s           |
| 6.ª | Flávia Oliveira  | Health Mate-Cyclelive Team    | + 1 s           |
| 7.ª | Sofia Bertizzolo | Astana Women's Team           | + 4 s           |
| 8.ª | Emma Grant       | Tibco-Silicon Valley Bank     | + 4 s           |
| 9.ª | Jasmin Duehring  | Sho-Air Twenty20              | + 5 s           |
| 10.ª | Jennifer Valente | Sho-Air Twenty20              | + 14 s          |

## UCI World Ranking Femenino
La Winston-Salem Cycling Classic Women otorga puntos para el UCI World Ranking Femenino, el cual incluye las carreras del UCI WorldTour Femenino y del Calendario UCI Femenino. Las siguientes tablas muestran el baremo de puntuación y las 10 corredoras que obtuvieron más puntos:
| Posición   | 1.ª | 2.ª | 3.ª | 4.ª | 5.ª | 6.ª | 7.ª | 8.ª | 9.ª | 10.ª | 11.ª | 12.ª | 13.ª-15.ª | 16.ª-25.ª |
| Puntuación | 125 | 85  | 70  | 60  | 50  | 40  | 35  | 30  | 25  | 20   | 15   | 10   | 5         | 3         |

| 1.ª  | Lily Williams    | Hagens Berman-Supermint    | 125 |
| 2.ª  | Arlenis Sierra   | Astana                     | 85  |
| 3.ª  | Diana Peñuela    | Unitedhealthcare           | 70  |
| 4.ª  | Kirsti Lay       | Rally                      | 60  |
| 5.ª  | Alison Jackson   | Tibco-SVB                  | 50  |
| 6.ª  | Flávia Oliveira  | Health Mate-Cyclelive Team | 40  |
| 7.ª  | Sofia Bertizzolo | Astana                     | 35  |
| 8.ª  | Emma Grant       | Tibco-SVB                  | 30  |
| 9.ª  | Jasmin Duehring  | Sho-Air Twenty20           | 25  |
| 10.ª | Jennifer Valente | Sho-Air Twenty20           | 20  |